# Stare Budy (Wyszków)
Pour les articles homonymes, voir Stare Budy.
Stare Budy (prononciation : [ˈstarɛ ˈbudɨ]) est un village polonais de la gmina de Brańszczyk dans le powiat de Wyszków de la voïvodie de Mazovie dans le centre-est de la Pologne.
Il se situe à environ 4 kilomètres à l'est de Brańszczyk (siège de la gmina), 14 kilomètres à l'est de Wyszków (siège du powiat) et à 64 kilomètres au nord-est de Varsovie (capitale de la Pologne).
Le village possède une population de 192 habitants en 2011.

## Histoire
De 1975 à 1998, il faisait partie du territoire de la Voïvodie d'Ostrołęka